# The Elder Scrolls III: Morrowind
The Elder Scrolls III: Morrowind är ett datorspel i RPG-genren. Det är skapat av det amerikanska spelföretaget Bethesda Softworks, och ingår i spelserien The Elder Scrolls. Spelet släpptes år 2002 till Windows och Xbox. Det använder sig av Gamebryos Game Engine. Det har släppts flera olika moddar för att öka realismen i spelet. Det officiella, och även mest använda programmet av den typen är TES: Construction Set som följer med gratis när man köper spelet.

## Bakgrund
Efter att föregångaren The Elder Scrolls II: Daggerfall blivit en mindre lyckad framgång var det av stor vikt för Bethesda att nästkommande spel skulle bli en ekonomisk framgång. Efter att ha gjort förändringar i organisationen blev Todd Howard ansvarig för projektet. Under produktionen fokuserade teamet på att göra världen detaljerad snarare än stor. Spelet skulle även komma att bli det första spelet i serien som släpptes till konsol.

## Spelstil

### Spelmekanismer
I spelet kan spelaren själv välja vart man vill gå och vad man vill göra. Elder Scrolls III: Morrowind är ett så kallat sandlådespel. Spelaren är alltid fri att ta egna beslut, och behöver inte följa någon utstakad mall.
Det finns ett antal olika gillen att gå med i, exempelvis för slagskämpar (fighters guild), magiker (mages guild) eller tjuvar (thieves guild). Det finns även en huvudhistoria att följa. Det finns även tre klaner att gå med i och avancera inom.
Det finns ett antal raser som alla har olika styrkor och svagheter, till exempel Khajiiten (en kattliknande humanoid) som är en perfekt tjuv med väldigt höga hopp men är sämre på att använda långa svärd och tung rustning. Rasen Nord till exempel tål kyla bra. Sammanlagt finns det tio raser att välja mellan.
Det finns även ett antal klasser som har olika styrkor och svagheter och som är olika kompatibla med de raser man väljer. Exempelvis är en Nord bra som krigare eller barbar men är mindre anpassad till att spela lönnmördare eller tjuv. Spelaren kan välja en av det 21 färdigutformade klasserna eller välja att skapa sin egen genom att välja en inriktning  på Combat, Stealth eller Magic. Samt 10 och olika färdigheter (Skills på engelska). Spelaren får välja 5 major skills samt 5 minor skills. Spelaren ökar sin karaktärs nivå genom att förbättra sina major och minor skills.

### Färdigheter och attributer
I spelet Morrowind finns det 27 färdigheter, så kallade skills, som var och en bestämmer hur bra spelaren kan utföra olika uppgifter. Varje färdighet styrs av en attribut (av totalt åtta), som är grundläggande mätningar som definierar en karaktärs natur och inneboende förmågor. Tre till fem kompetenser regleras av varje attribut, utom attributen Luck.
Det finns ett förhållande mellan styrande egenskaper och färdigheter. Medan egenskaper definierar en karaktärs gestalt, visar färdigheter generellt hur väl en karaktär har lärt sig att utföra specifika åtgärder. Egenskaper är ett abstrakt mått, medan färdigheter är konkret. Varje färdighet är också en av tre inriktningar: Combat, Stealth och Magic.

### Födelsetecken
Innan spelaren har skapat en karaktär får denne välja ett av tretton födelsetecken, eller Birthsigns. Ett födelsetecken låter karaktären få en speciell, medfödd styrka eller förmåga, som denne får behålla under hela spelet. Det finns tre kategorier av födelsetecken: The Guardians, The Serpent och The Charges.

## Handling
Spelet börjar med att spelaren anländer med båt till ön Vvardenfell i Morrowind. Här väljer spelaren karaktär och är därefter fri att gå och göra vad hon vill. Det finns ett huvuduppdrag men man är fri att ignorera detta uppdrag hur länge som helst. Vill man dock "klara" spelet kan man spela klart huvuduppdraget men det finns dock massor av fler saker att upptäcka och göra.
Vill man dock göra huvuduppdraget får man i uppdrag att träffa en högt uppsatt medlem av The blades (kejsarens livvakter), Caius Cosades, och prata med honom för att få en bra uppfattning om hur saker och ting fungerar på Morrowind. Då man oavsett ras och val i början av spelet har samma bakgrundshistoria som en fånge utsläppt ur fängelset av Kejsaren och aldrig tidigare varit på Morrowind tidigare, består de första uppdragen av att skaffa information åt Caius och åt sig själv. 
Huvuduppdraget kretsar i stort sett om Nerevarine, en död hjälte som Morrowinds urinvånare Dunmer, eller mörkalverna (Dark elves på engelska), tror skall återfödas och kasta ut spelets huvudfiende Dagoth Ur och de falska gudar i templet som många av mörkalverna tror på. Många säger sig vara Nerevarine, men ingen har visat sig vara den riktige återfödde och templet har varje gång jagat dem till döds då tron om Nerevarine strider mot mörkalvernas religion.

## Spelvärld

### Geografi
Vvardenfell är en stor ö, nästan fem kilometer bred och består av flera små öar. Vvardenfell är en del av mörkalvernas rike; Morrowind och är en Kejserlig provins. Nästan i mitten av Vvardenfell ligger det röda berget. Här bor spelets fiende nr. 1; Dagoth Ur. Hela området runt berget är inhägnat av en magisk barriär som gör att varken Dagoth Ur eller hans arméer kan ta sig ut och vill man in där finns det endast en väg.
Vvardenfell består också av regioner som är träskliknande med svampar stora som träd. Dessa områden ligger främst vid den sydvästra kusten. Ön består också till stor del av många stora regioner med asköken från det röda berget. Här bor det främst Ashlanders, nomader som flyttar runt i asköknarna. Asköknarna är ganska utbredda men det finns också områden med gräs och träd.
Då Vvardenfell är en ö finns det självklart väldigt mycket kust och öar. Flera städer ligger längs kusten och från dessa städer kan man ta båtar till andra kuststäder. Men detta är också en mycket bergig del av provinsen Morrowind och flera områden kan vara svåra att ta sig till.
Städer och byar finns det gott om. Antalet är större än i uppföljaren Oblivion, men storleken på flera städer är mindre. Huvudstaden heter Vivec efter en av gudarna och här finns alla sorters affärer och nöjen. Morrowind består också av ruiner från den utdöda rasen Dwemer (kallas dvärgar men var egentligen alver) och ruiner från gamla Daedric-helgedomar.

## Mottagande
Morrowind har mestadels blivit bemött med positiv kritik. Spelet har en genomsnittlig värdering på 89 % hos både Metacritic och Game Rankings. Spelet kom att bli det näst bäst säljande spelet på Xbox efter Halo.

### Utmärkelser
Morrwind har fått flera utmärkelser och priser. Spelet belönades bland annat med Gamespys PC RPG Game of the Year Award 2002. I läsaromröstningen förlorade dock spelet mot Biowares Neverwinter Nights. Morrowind vann också två utmärkelser (RPG Vault's Game of the Year Award och PC Roleplaying Game Game of the Year Award) hos spelrecensenten IGN. Både redaktionen och läsarna var eniga om tilldelningarna. Spelet fick dessutom IGN:s pris för årets Best Story.
Morrowind fick dock inte enbart positiva tilldelningar. Spelet gick bland annat miste om Gamespots rollspelspris när konkurrenten Neverwinter Nights kammade hem det. Morrowind misslyckades även med att vinna andra priser från samma spelgemenskap. Vid 2003 Interactive Achievement Awards blev spelet nominerat till Computer Role-Playing Game of the Year, men förlorade återigen mot Neverwinter Nights. Vid samma tillfälle blev Morrowind också nominerat för sin musikkomposition. I september 2003 fick spelet den tvivelaktiga äran att hamna på Gamespys lista över årets 25 mest överrankade spel. Redaktionen motiverade sitt val med att Morrowind var alltför buggigt och repetivt samtidigt som spelstilen var tråkig, enligt recensenterna.

## Expansioner
Tribunal och Bloodmoon är de två expansionerna som finns till spelet. Båda utökar spelvärlden med nya utrustningar, nya uppdrag samt nya platser som spelaren kan besöka.
Expansionerna släpptes separat endast för PC-plattformen. Xbox-spelare hade ingen tillgång till dessa innan kompilationsutgåvan The Elder Scrolls III: Morrowind Game of the Year Edition utkom för både PC och Xbox.

### Tribunal
Tribunal är den första expansionen till spelet Morrowind. Den äger rum i tempelstaden Mournhold, huvudstaden i provinsen Morrowind, som är belägen i den större staden Almalexia. Titeln syftar på "de Tre Levande Gudarna", som är kända som tribunalen.
Expansionen innehåller en resa till huvudstaden i Mournhold. Den går ut på att utreda angreppen på spelaren och utforska de stora ruinerna som är gömda under staden.

### Bloodmoon
Bloodmoon är den andra expansionen till spelet Morrowind. Det släpptes ursprungligen som ett set för PC, men expansionen ingår också i Morrowind: Game of the Year Edition, som finns för både PC och Xbox.
I expansionen Bloodmoon har en ny imperialsk koloni grundats på den avlägsna ön Solstheim norr om Vvardenfell. Komplikationer uppstår när jakten på den daedriske prinsen Hircine börjar.
På Solstheim slåss man mot varulvar eller förvandlas till en själv.

### Game of the Year Edition
The Elder Scrolls III: Morrowind Game of the Year Edition, en förlängd version av Morrowind, presenterades den 12 maj 2003 och släpptes den 30 oktober för PC och Xbox. Denna version innehåller både Tribunal- och Bloodmoonexpansionerna i ett enda paket. Tidigare var expansionerna endast tillgängliga för PC. Kritiker reagerade negativt på att den förbättrade journalen i Tribunal och Bloodmoon var frånvarande i Xbox-versionen. Trots dessa brister rosades GOTY-versionen av recensenterna. Metacritic gav spelet poängen 88 medan Game Rankings gav 90.

### Officiella plug-ins
Bethesda släppte ett tiotal så kallade officiella plug-ins för PC-versionen. Ett plug-in bestod av små tillägg i spelvärlden. Dessa var (och är fortfarande) tillgängliga för nedladdning gratis. De större expansionerna Tribunal och Bloodmoon krävde dock ett separat köp innan de kunde nås via den senare kompilationsutgåvan Game of the Year Edition.